# Sunapee
Sunapee är en kommun (town) i Sullivan County i delstaten New Hampshire, USA med 3 365 invånare (2010). 